# Saltison

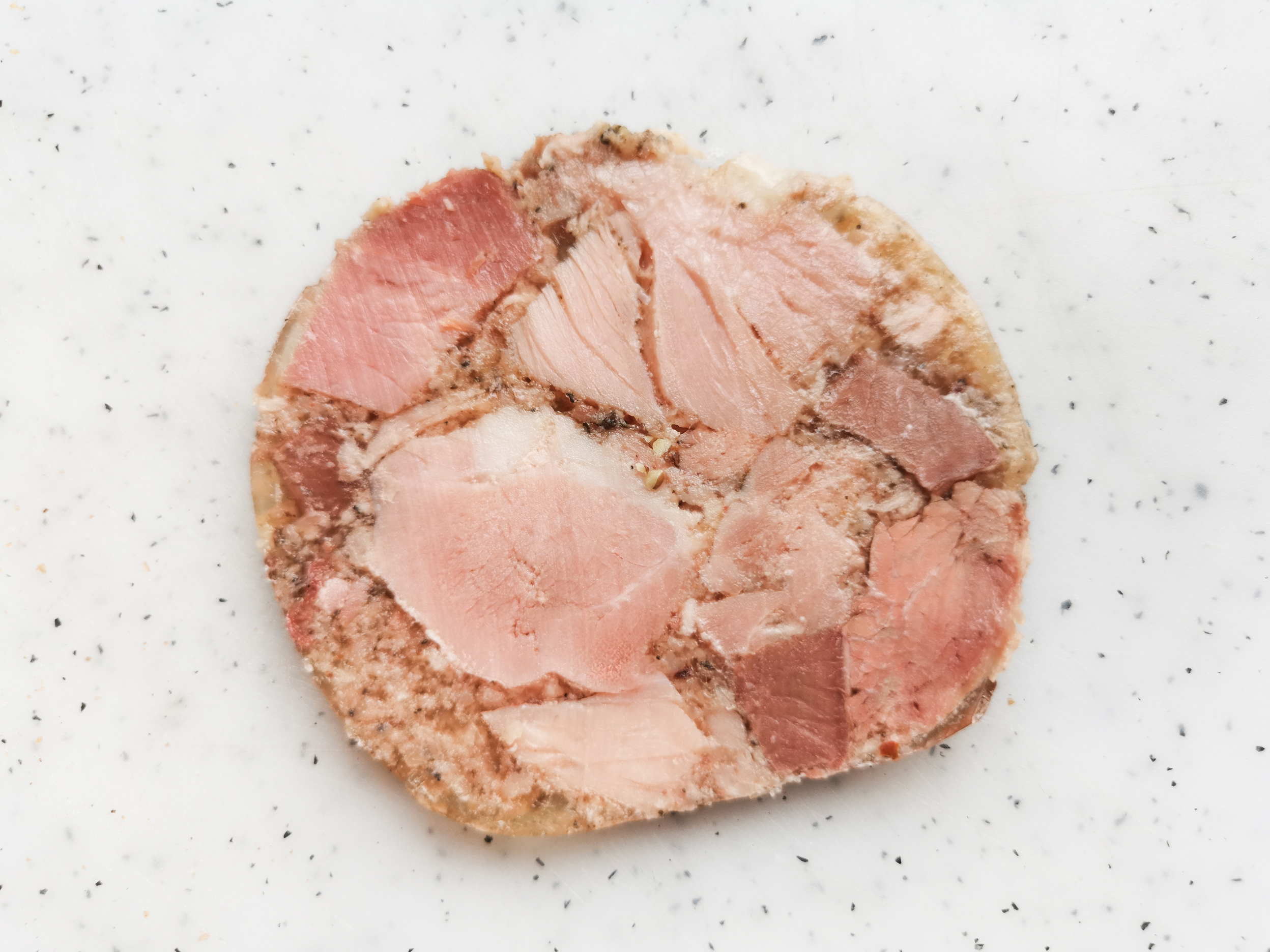

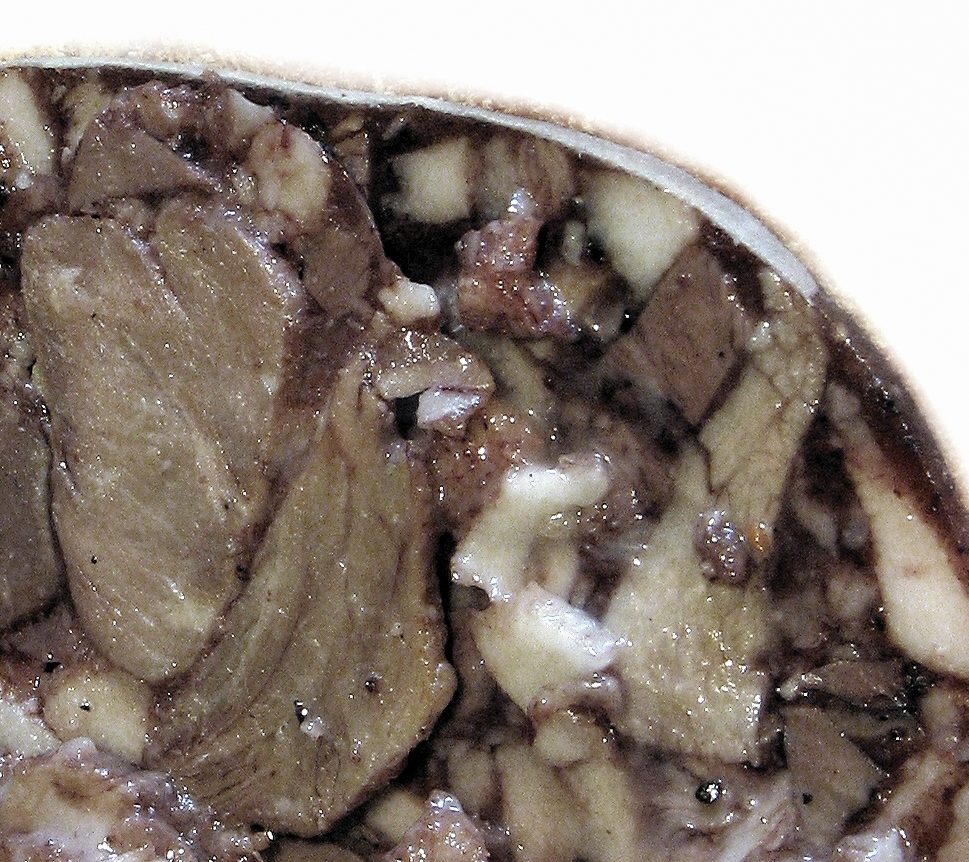

Saltisonul (în poloneză Salceson, în belarusă Сальцісон, în rusă și ucraineană Сальтисон) este un produs culinar din bucătăria poloneză și cea bielorusă, răspândit de asemenea și în Ucraina, Rusia și Republica Moldova. Preparatul constă din măruntaie de porc (plămâni,  inimă, rinichi, diafragmă, slănină și carne de la cap) fierte, apoi tăiate mărunt și sărate, condimentate cu usturoi, piper negru și alte mirodenii, amestecate bine și puse, împreună cu puțină zeamă de oase, într-un stomac de porc, după care sunt din nou fierte. Saltisonul se pune apoi pentru 1-1,5 zile sub o greutate pentru a căpăta o formă aplatizată. Se consumă rece. Preparatul este asemănător cu mâncărurile tradiționale românești tobă și caltaboș / chișcă.